# Зона аерації

Схема розрізу горба із зазначанням зони аерації (вадозна зона) та фреатичної зони.

Зона аерації (англ. zone of aeration, vadose zone) — частина ґрунту, в якій поровий простір у водопроникних породах не заповнений водою. Зона аерації лежить вище зони насичення. Таким чином, зона аерації — верхня зона земної кори між її поверхнею і дзеркалом ґрунтових вод. Містить гігроскопічну, плівкову, капілярну воду, а також тимчасово-гравітаційну воду.

## Рух підземних вод у зоні аерації
Рух підземних вод у зоні аерації може відбуватись як пересування пари, як плівковий або капілярний рух, а також як вільна інфільтрація опадів та поверхневих вод.
Рух пароподібної і гігроскопічної вологи. У приповерхневих повітряно-сухих породах, що вміщують пароподібну і гігроскопічну воду, пара води може пересуватися як із повітрям, так і незалежно від нього – за рахунок різниці у її пружності в пластах породи. Пересування пари у цьому випадку буде відбуватися від шару з більшою її пружністю до шару з меншою пружністю. Якщо пара води знаходиться у стані насичення за максимальної пружності за певної температури, то вона пересувається від шару з більшою температурою до шару з меншою. Це пояснюється прямою залежністю між пружністю пари та температурою.
Гігроскопічна вода є нерухомою і може пересуватися від вологих порід до сухіших лише шляхом переходів у пароподібний стан. 
Рух вологи у плівковому стані. У породах, що вміщують плівкову воду і в яких відсутня гравітаційна вода, рух плівкової води відбувається внаслідок вирівнюваня товщини плівок: молекули води переходять із товщих плівок до тонших доти, доки товщини плівок не зрівняються. За такого руху вода не утворює суцільного потоку, не передає гідростатичного тиску, а саме її переміщення відбувається дуже повільно. Закон пересування води з однієї плівки до іншої, за О. Лебедєвим, може бути сформульований так: «Рівновага молекулярних сил, що утворюється поверхнею будь-якої форми з однієї або системи часток, встановлюється після того, як товщина шару молекулярної води вирівнюється по усій поверхні частки або системи часток». Рух води у плівковому стані відбувається під дією молекулярних сил i не залежить від впливу сили тяжіння.
Капілярний рух має місце як у верхній частині зони аерації під час просмоктування та інфільтрації, так i над дзеркалом ґрунтових вод (у капілярній зоні). В першому випадку капілярний рух відбувається згори донизу (капілярне всмоктування), а в другому – знизу вгору (капілярне підняття). У зоні капілярного насичення капілярна вода пересувається під дією поверхневих сил. Сили капілярного натягу можуть спричинити як капілярне підняття, так і капілярне всмоктування під час інфільтрації у суху породу. Висоту капілярного підняття може бути визначено за формулою Козені. Якщо інфільтрація капілярної води у суху погоду за наявності її над поверхнею надлишкового вільного шару води супроводжується дією напору, то її рух матиме ускладнений характер.
Такі закономірності руху капілярної води, як правило, можуть мати місце у тих випадках, коли її кількість є достатньою для того, щоб окремі меніски у капілярах торкалися один одного.
Рух води у вигляді просмоктування. Просмоктування води в породах може відбуватись у вигляді окремих крапель i у вигляді суцільної її маси. У першому випадку окремі краплі води рухаються самостійно (розрізнено). Спочатку відбувається змочування часток грунту, після чого під дією сили тяжіння надлишкова вода надходить у породи.
Рух вільної (гравітаційної) води описується загальними законами руху рідини. Відомо, що рух рідини у породах, насичених водою (у зоні насичення), відбувається у двох формах. В одних випадках пересування кожної порції рідини відбувається за рахунок безперервної деформації як її самої, так і середовища, у якому вона знаходиться. При цьому частки рідини рухаються правильними, паралельними струминками, без перемішування (ламінарний або плівковий рух). В інших – окремі частинки, відриваючись від основної маси рідини, починають рухатися за різноманітними траєкторіями, весь час зіштовхуючись між собою доти, доки не згублять свою енергію і не змішаються з основною масою рідини (турбулентний, або вихревий рух). Перехід від ламінарного до турбулентного руху і навпаки залежить, у першу чергу, від швидкості часток рідини, а отже, і від їх енергії. Швидкість руху рідини, за якої відбувається цей перехід, має назву критичної швидкості. Іншим фактором, що впливає на тип руху рідини, є її в’язкість і густина, поперечні розміри потоку і характер середовища, по якому здійснюється рух.